# Mercedes-Benz M133
La sigla Mercedes-Benz M133 indica un motore a combustione interna ciclo Otto con frazionamento a 4 cilindri in linea, ad alte prestazioni prodotto a partire dal 2013 dalla Casa tedesca Mercedes-Benz.

## Caratteristiche

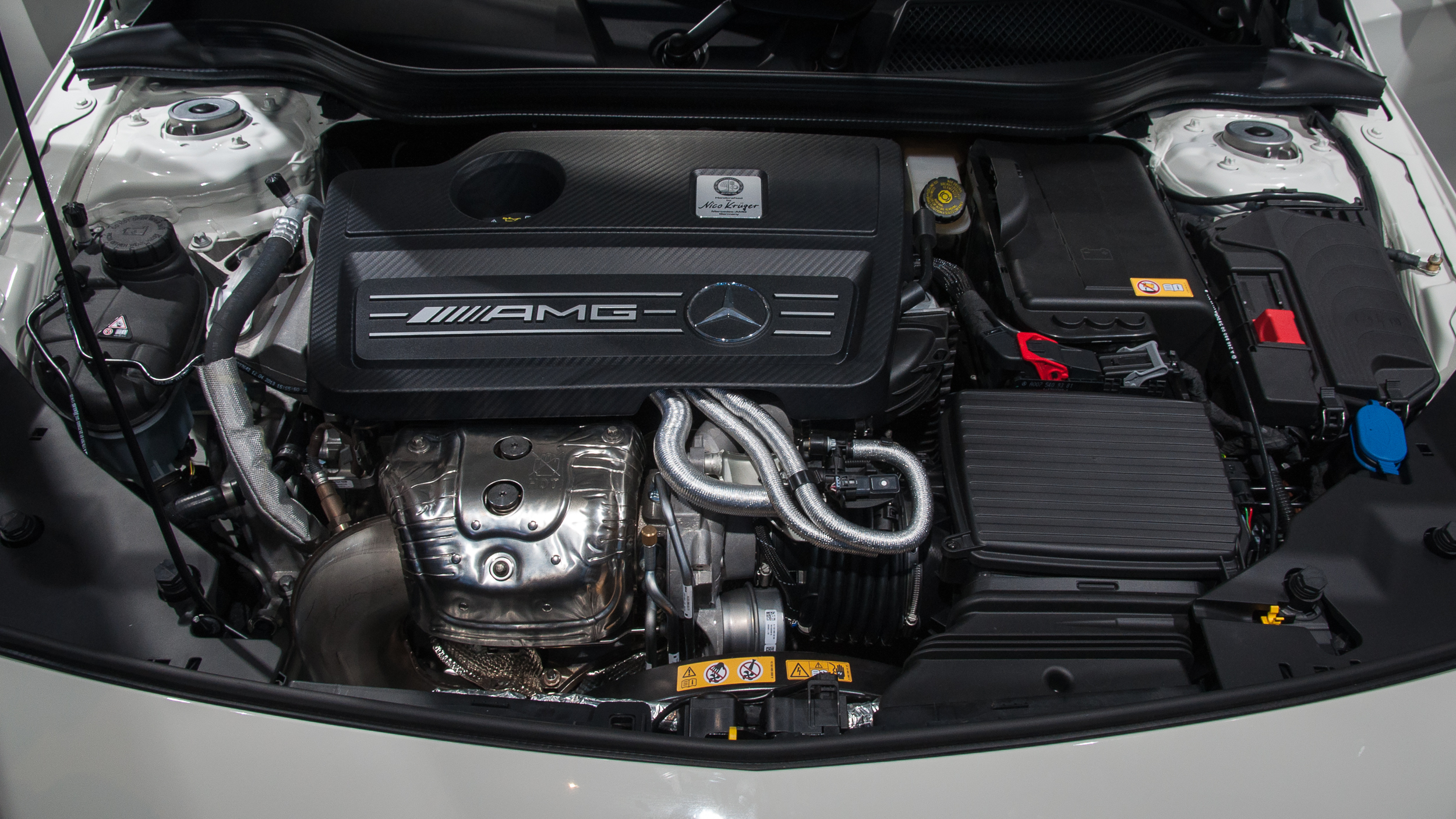
Vista di un motore M133

Si tratta di un motore derivato dall'unità M270DE20 e profondamente rivisitato dalla AMG di Affalterbach. Questo motore a 4 cilindri viene costruito dal reparto sportivo della Casa di Stoccarda utilizzando come base di partenza un propulsore Mercedes già esistente, opportunamente modificato e rivisto con l'introduzione di nuovi e diversi componenti.
Nelle intenzioni dei tecnici AMG vi era la volontà di realizzare un propulsore in grado di rivaleggiare con il 2,5 litri turbo da 340 CV montato nella Audi RS3, ma che rimanesse a soli due litri di cubatura. Tale difficile compito fu espletato dai tecnici AMG, anche se l'assemblaggio su specifiche di questi ultimi sarebbe poi stato affidato alla MDC Power GmbH di Kölleda, che già da anni collabora con Mercedes-Benz per la costruzione di motori di vario tipo, tra cui anche la stessa unità M270 che funge da base per il motore M133.

Per la realizzazione del motore M133, interamente realizzato in lega di alluminio per contenere il peso, sono stati presi come modello i motori M156 ed M159 e sono state ottimizzate soluzioni già presenti nel propulsore di base, come ad esempio l'alimentazione ad iniezione diretta BlueDIRECT ottenuta grazie all'impiego di iniettori piezoelettrici a getto multiplo che gestiscono "intelligentemente" l'immissione di miscela aria/benzina per migliorare l'omogenea propagazione all'interno della camera di scoppio ed ottenere così un'ottimale combustione. Tutto ciò allo scopo di massimizzare il rendimento termico del motore compresa tra i 100 ed i 200 bar a seconda del carico del motore.

Accanto a questi accorgimenti vi sono numerose soluzioni specifiche, come ad esempio l'utilizzo di acciaio forgiato per la realizzazione dell'albero a gomiti, delle bielle e dei pistoni, che utilizzano un rivestimento in NANOSLIDE per la riduzione degli attriti e fasce elastiche anch'esse progettate per tale scopo. Tra l'altro i pistoni sono stati realizzati in maniera tale da contenere il peso pur facendo uso di acciaio. Anche l'albero a gomiti presenta dei fori che permettono il suo raffreddamento e nello stesso tempo ne riducono anche il peso. Queste soluzioni sono utilizzate molto spesso in ambito sportivo, ma raramente nei motori per vetture stradali.

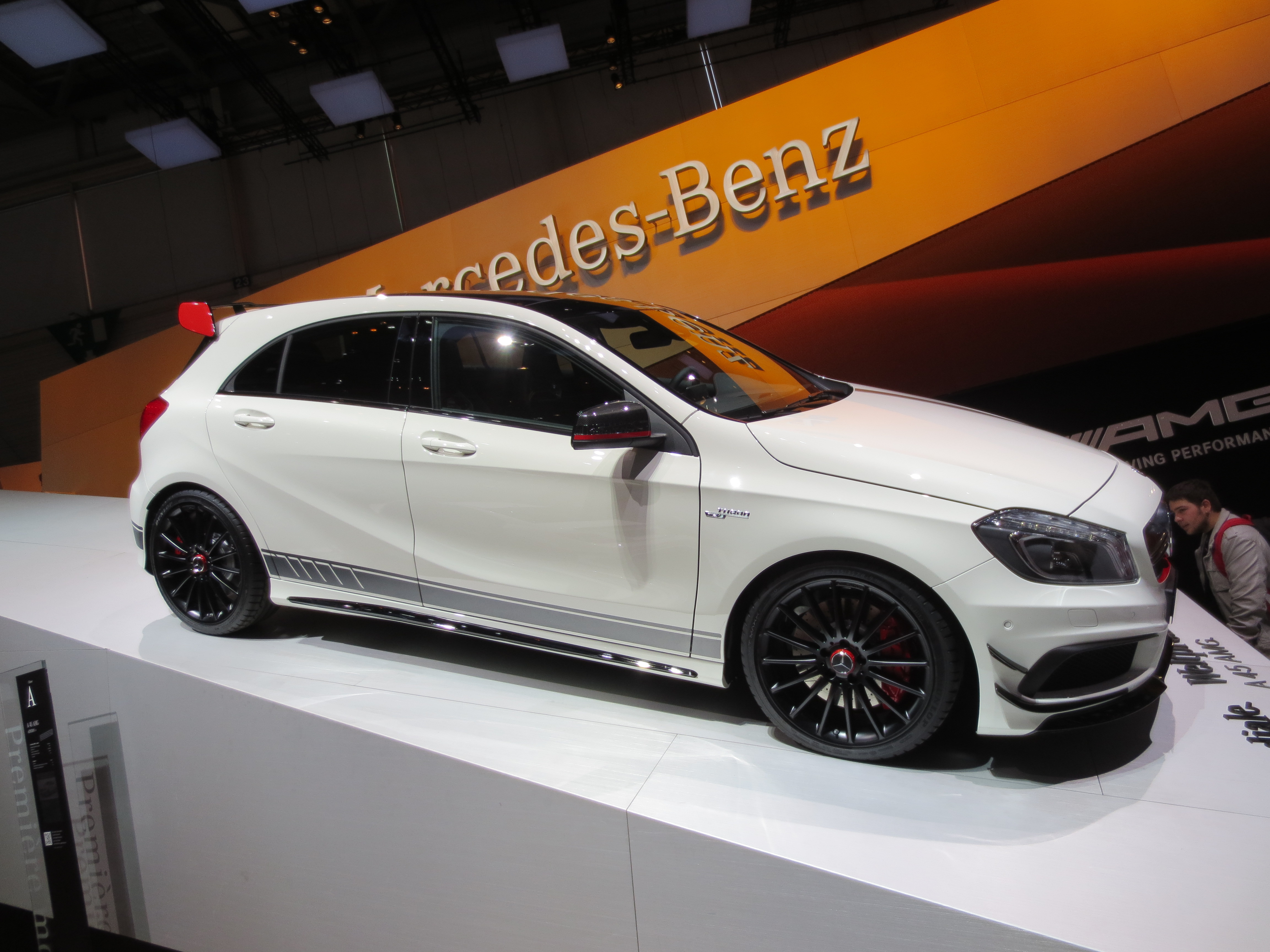
Il motore M133 ha debuttato sotto il cofano della A 45 AMG

Il sistema di aspirazione è stato appositamente riprogettato per ottimizzare la risposta all'acceleratore, per ciò viene utilizzato un filtro aria specifico e condotti di aspirazione accorciati.

Lo schema di distribuzione prevede gli ormai canonici due assi a camme in testa con testata a 4 valvole per cilindro, valvole che nella fattispecie sono al sodio, in modo da permettere un loro più rapido raffreddamento. È presente anche un variatore continuo di fase su lato aspirazione e lato scarico.

La sovralimentazione è stata affidata sempre ad un solo turbocompressore, ma di tipo twin-scroll, in modo da canalizzare meglio i flussi in uscita dal propulsore per evitare interferenze tra i flussi stessi, che potrebbero avere come conseguenza quella di disperdere inutilmente calore. La pressione di sovralimentazione è pari ad 1,8 bar, ed è presente inoltre un intercooler aria/acqua. Il rapporto di compressione è stato fissato ad 8.6:1.

Il sistema di raffreddamento è stato realizzato seguendo l'esempio del sistema utilizzato sulla SLS AMG, mentre l'impianto di scarico ha preso come modello il motore M152 montato sulla SLK 55 AMG, e che consiste in un sistema ad apertura variabile in funzione del carico del motore.

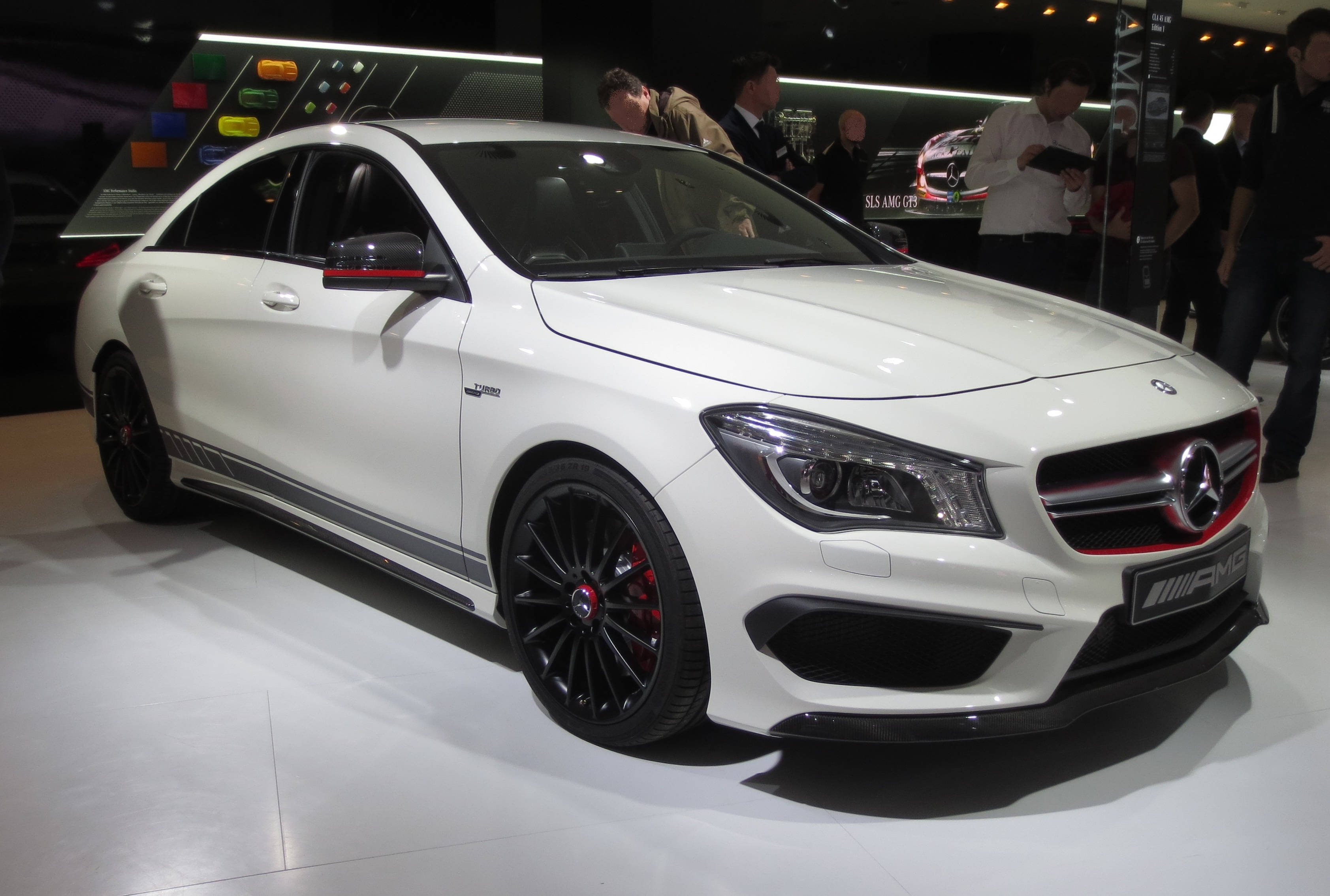
Una successiva applicazione del motore M133 è quella relativa alla CLA 45 AMG

Altre soluzioni sono quelle inerenti alla lubrificazione differenziata a seconda del carico del motore ed anche a seconda della sua temperatura. A motore freddo, per esempio, l'apporto di olio viene ridotto per raggiungere più in fretta la temperatura di esercizio e per farla raggiungere anche al catalizzatore. Completano il quadro soluzioni come il volano bimassa, il dispositivo Stop&Start e la gestione intelligente dell'alternatore. Tutto quanto contribuisce a ridurre consumi ed emissioni inquinanti a tal punto da far rientrare il motore M133 tra le unità che soddisfano la normativa Euro 6, in vigore dal 2015, cioè due anni dopo il debutto di questo motore.

Con tutte queste caratteristiche, il motore M133, che pure è un'unità da 1991 cm³ (alesaggio e corsa pari a 83x92 mm), riesce a raggiungere una potenza massima di 360 CV a 6000 giri/min. Quanto alla coppia massima, essa raggiunge 450 Nm pressoché costanti tra 2250 e 5000 giri/min.

Questo motore fa il suo debutto nel maggio del 2013 sotto il cofano della Mercedes-Benz A45 AMG W176, la cui presentazione si è comunque avuta già nel mese di marzo al Salone di Ginevra. Ma già il mese successivo anche la Classe CLA viene equipaggiata con tale propulsore, dando vita alla CLA 45 AMG, un'altra vettura ad alte prestazioni. E alla fine della primavera del 2014, tale motore diviene disponibile anche per la Mercedes-Benz GLA 45 AMG X156.
Nel 2015 questo motore ha subito un aggiornamento raggiungendo i 381 cv a 6000 giri/min e la coppia di 475 Nm con picco già a 2250 giri/minuto e rimanendo tale fino a 5000 giri/min.
Nell'estate del 2019 con al presentazione della nuova A 45 AMG, è stato sostituito dal motore Mercedes-Benz M139, che sviluppa potenze fino a 421 CV. Con l'uscita di produzione della prima generazione della Classe GLA, il motore M133 cessa anch'esso di essere prodotto.